# Partido Demokratiko Pilipino – Lakas ng Bayan
Die Partido Demokratiko Pilipino – Lakas ng Bayan  (abgekürzt PDP-Laban; deutsch Demokratischen Partei der Philippinen – Macht des Volkes) ist eine politische Partei auf den Philippinen. Von 2016 bis 2022 war sie die Regierungspartei und stellte mit Rodrigo Duterte den Präsidenten.

## Geschichte
Die Partido Demokratiko Pilipino (PDP) wurde am 6. Februar 1982 in Cebu City von Aquilino „Nene“ Pimentel junior und einer Gruppe von Demonstranten gegen die autoritäre Regierung von Ferdinand Marcos gegründet. 1986 schloss sie sich mit der Partei Lakas ng Bayan zur neuen PDP-Laban zusammen. In dieser Zeit war PDP-Laban die größte Oppositionsgruppe, die bei den vorgezogenen Präsidentschaftswahlen 1986 gegen Ferdinand Marcos antrat. Corazon Aquino, die Witwe des ermordeten Senators Benigno Aquino Jr., wurde die Kandidatin der Partei für die Präsidentschaft. Aquino wurde nach den Wahlen und der anschließenden EDSA-Revolution zur Präsidentin.
2015 wurde Rodrigo Duterte zum neuen Präsidentschaftskandidaten der Partei. Nach seinem Wahlsieg bei der Präsidentschaftswahl 2016 wurde PDP-Laban zur Regierungspartei. 2020 wurde der ehemalige Profiboxer Manny Pacquiao von Duterte zum Parteipräsidenten ernannt. 2021 wurde Pacquiao von dem Posten entfernt, nachdem er Duterte öffentlich kritisiert hatte und mit der Parteiführung in Konflikt geraten war.

## Ausrichtung
Die Partei wird dem demokratischen Sozialismus bzw. dem Linkspopulismus zugerechnet. Die Politik im Land ist allerdings häufig stark personalisiert und weniger von Parteipolitik geprägt. Laut selbstveröffentlichtem Material strebt PDP-LABAN eine friedliche und demokratische Lebensweise an, die durch „Freiheit, Solidarität, Gerechtigkeit, soziale Verantwortung, Eigenverantwortung, Effizienz und aufgeklärten Nationalismus“ gekennzeichnet ist. Sie gibt Theismus, authentischen Humanismus, aufgeklärten Nationalismus, demokratischen Sozialismus sowie teilhabende und partizipative Demokratie als ihre fünf Leitprinzipien an.
Die Partei setzt sich zudem für eine Föderalisierung des Landes und die Einführung einer stärker parlamentarischen Regierungsform gegenüber dem aktuellen Präsidialsystem ein.